# Nationale Agrarische Universiteit La Molina
De Nationale Agrarische Universiteit (Spaans: Universidad Nacional Agraria La Molina) is een publieke onderzoeksuniversiteit, gevestigd in Lima, Peru. De universiteit werd opgericht op 22 juli 1902 en heeft 8 faculteiten. Ze is gespecialiseerd in bosbouw wetenschappen, agrarische wetenschappen en biologie en tevens de enige universiteit in Peru die de studie meteorologie aanbiedt.
In de QS World University Rankings van 2020 staat de Nationale Agrarische Universiteit op een 144ste plaats in de ranglijst voor Latijns-Amerika, waarmee het de 6e Peruviaanse universiteit op de lijst is.